# Bortførelsen fra Seraillet
Bortførelsen fra Seraillet (Die Entführung aus dem Serail), KV 384, er en
komisk opera i tre akter af Wolfgang Amadeus Mozart. Librettoen er skrevet af Christoph Friedrich Bretzner og tilpasset af Gottlieb Stephanie. Handlingen drejer sig om om hovedpersonen Belmontes forsøg på, med hjælp fra tjeneren Pedrillo, at befri sin elskede Konstanze fra Pasha Selims serail. Værket blev uropført den 16. Juli 1782 på Burgtheater i Wien med komponisten som dirigent.
Operaen blev oprindelig understøttet af Nationalsingspiel, som i perioden 1778–1783 blev sponsoreret af den østrigske kejser Josef 2.. Kejseren havde etableret selskabet med det formål at opføre værker på tysk som modvægt mod de italienske operaer, der var meget populære i Wien.

## Værkets tilblivelse
Da Mozart som 25-årig i 1781 ankom til Wien søgte han professionel hjælp hos Gottlieb Stephanie. Han medbragte en kopi af sin tidlige opera Zaide og præsenterede den for Stephanie, som var stærkt imponeret. Mozart gjorde også et stærkt indtryk på teaterdirektøren Franz Xaver Orsini-Rosenberg, da denne hørte ham spille uddrag af operaen Idomeneo, som det foregående år havde haft stor succes ved uropførelsen i München. Med opbakning fra denne udarbejdede Stephanie en ny version af teksten til librettoen Belmont und Constanze, oder Die Entführung aus dem Serail uden at opnå tilladelse hertil af den oprindelige tekstforfatter Christoph Friedrich Bretzner. Bretzner gjorde senere højlydt indsigelse over "tyveriet".
Mozart modtog librettoen fra Stephanie den 29. juli 1781 og gik herefter i gang med at omskabe Stephanies libretto til en opera. Mozart startede arbejdet i lyntempo og fuldførte tre større partier på blot to dage. Et brev til faderen Leopold antyder, at han var meget ivrig efter at få en opera opført i Wien. I brevet afslører han også, hvordan han mente, at en opera bør struktureres:
| Citat                                            | Det er min opfattelse, at poesien i en opera skal være musikkens lydige datter. Hvorfor er italienske komiske operaer populære overalt - på trods af en miserabel libretto? Fordi musikken regerer superbt og når man lytter til den er alt andet glemt. En opera er sikker på succes, når plottet er vel konstrueret, med ordene skrevet alene for at understøtte musikken.. Det bedste, der kan opnås er, når en god komponist, som kender betingelserne på scenen og har tilstrækkeligt talent til at stille forslag, møder en dygtig tekstforfatter. | Citat |
| Mozart i et brev til sin fader, 13. oktober 1781 | |       |

.
Mozart ønskede i det aktuelle tilfælde en del ændringer i oplægget og var begejstret over, at Stephanie var lydhør overfor disse ideer. På grund af adskillige forsinkelser i omskrivningen tog det flere måneder at færdiggøre værket.

## Modtagelse
Operaen blev en stor succes. De to første opførsler indbragte den enorme sum af 1200 floriner, hvilket var tre gange så meget som Mozart havde tjent i sit gamle job i Salzburg. Værket blev opført gentagende gange i Wien i Mozarts levetid, og i hele den tysktalende del af Europa. I 1787 skrev Goethe (om sine forsøg som librettist):
| Citat  | Alle vore bestræbelser... på at begrænse os til det, der er enkelt og simpelt var tabt, da Mozart kom. Die Entführung aus dem Serail erobrede alt, og vores egne omhyggeligt skrevne stykker blev aldrig så meet som nævnt i teater-kredse. | Citat |
| Goethe | |       |

Selvom operaen i høj grad højnede Mozarts popularitet i den offentlige bevidsthed som komponist, så gjorde den ham ikke rig: han fik en fast betalig på 100 dukater (omkring 450 floriner) for sit arbejde, og han modtog intet overskud fra de efterfølende opførelser.
Operaen nåede til Paris i november 1801, hvor Frédéric Blasius dirigerede Ellmenreichs' kompagni i opførslen på Théâtre de la Gaîté.

### "For mange toner"
Kompleksiteten i Mozarts værk, der blev noteret af Goethe, spiller også en stor rolle i en velkendt historie om operaen, som optrådte i den tidlige biografi om Mozart skrevet af Franz Xaver Niemetschek i 1798. I den version af anekdoten, som er med i Bartlett's Book of Anecdotes, et referenceværk, fortælles historien på følgende måde:
| Citat | Kejser Josef 2. bestilte værket "The Abduction from the Seraglio", men da han hørte det, beklagede han sig til Mozart over at, "Det er for fint til mine ører – der er for mange toner." Mozart svarede, "Der er lige præcis så mange toner, som der skal være." | Citat |
|       | |       |

Autenticiteten af denne historie bliver dog ikke accepteret af alle forskere. Derudover inkluderer den version som Bartlett (og flere andre) referer til en oversættelse af den oprindelige tyske, som er tvivlsom. Den oprindelige tekst går som følger:
| Citat | Zu schön für unsere Ohren, und gewaltig viel Noten, lieber Mozart! | Citat |
|       |                                                                    |       |

"For mange toner" er ikke en plausibel oversættelse af den tyske frase "gewaltig viel Noten". Mautner (1956:33), der oversatte for Niemetschek, skriver dette som "et ekstraordinært antal toner", mens Branscombe (2006) blot oversætter det til "virkelig mange toner". Anekdoten, der ofte bliver fortalt, betragtes af nogle forskere som at give kejseren et uretfærdigt omdømme hvad angår både hans egne musikalske evner og hans påskønnelse og støtte til Mozart.
Anekdoten er medtaget i Miloš Formans oscarvindende film Amadeus fra 1979 i en omskrevet form.

## Roller ved uropførelsen
| Role                                     | Stemme        | Premieren 16. juli 1782 (Dirigent: W. A. Mozart) |
| ---------------------------------------- | ------------- | ------------------------------------------------ |
| Belmonte, en spansk adelig               | tenor         | Valentin Adamberger                              |
| Konstanze, trolovet med Belmonte         | sopran        | Caterina Cavalieri                               |
| Blonde, Konstanzes engelske tjenestepige | sopran        | Theresia Teyber                                  |
| Pedrillo, Belmontes tjener               | tenor         | Johann Ernst Dauer (de)                          |
| Osmin, Pashas bestyrer                   | bass          | Ludwig Fischer                                   |
| Bassa Selim, the Pasha                   | indtalt rolle | Dominik Jautz                                    |
| Klaas                                    | indtalt rolle |                                                  |
| Chorus of Janissaries                    |               |                                                  |

## Diskografi
| År   | Medvirkende (Konstanze, Blonde, Belmonte, Pedrillo, Osmin)                      | Dirigent, Operahus og orkester                                                          | Label                                  |
| ---- | ------------------------------------------------------------------------------- | --------------------------------------------------------------------------------------- | -------------------------------------- |
| 1945 | Elisabeth Schwarzkopf Emmy Loose Anton Dermota Peter Klein Herbert Alsen        | Rudolf Moralt Wiener Rundfunk-Sinfonieorchester                                         | Gala Cat: GL100.501                    |
| 1949 | Sarai Barabas Rita Streich Anton Dermota Helmut Krebs Josef Greindl             | Ferenc Fricsay Deutsches Symphonie-Orchester Berlin                                     | Walhall Cat: WLCD 0043                 |
| 1950 | Wilma Lipp Emmy Loose Walther Ludwig Peter Klein Endre Koréh                    | Josef Krips Vienna Philharmonic orchestra                                               | Decca Records Cat: LXT 2536-2538       |
| 1954 | Maria Stader Rita Streich Ernst Haefliger Martin Vantin Josef Greindl           | Ferenc Fricsay Deutsches Symphonie-Orchester Berlin                                     | Deutsche Grammophon Cat: 457730        |
| 1956 | Erika Köth Hanny Steffek Anton Dermota Murray Dickie Josef Greindl              | Karl Böhm Hessischer Rundfunk Radio orchestra & chorus                                  | Walhall Eternity Series Cat: WLCD 0188 |
|      | Lois Marshall Ilse Hollweg Léopold Simoneau Gerhard Unger Gottlob Frick         | Thomas Beecham Royal Philharmonic Orchestra Beecham Choral Society                      | Columbia Cat: 33CX 1462–3              |
| 1961 | Ruth-Margret Pütz Renate Holm Fritz Wunderlich Erwin Wohlfahrt Gyorgy Littasy   | István Kertész Mozarteum Orchestra Salzburg Vienna State Opera chorus                   | Operadepot.com Cat:                    |
| 1965 | Erika Köth Lotte Schadle Fritz Wunderlich Friedrich Lenz Kurt Böhme             | Eugen Jochum Bavarian Radio Symphony Orchestra Bavarian Radio Symphony chorus           | Deutsche Grammophon Cat: 459424        |
| 1966 | Anneliese Rothenberger Lucia Popp Nicolai Gedda Gerhard Unger Gottlob Frick     | Josef Krips Vienna Philharmonic Vienna State Opera chorus                               | EMI Classics Cat: 63263                |
| 1967 | Ingeborg Hallstein Reri Grist Luigi Alva Gerhard Unger Fernando Corena          | Zubin Mehta Vienna Philharmonic Vienna State Opera chorus                               | DVD: VAI Cat: 4521                     |
|      | Mattiwilda Dobbs Jenifer Eddy Nicolai Gedda John Fryatt Noel Mangin             | Yehudi Menuhin Bath Festival orchestra Ambrosian Singers (sung in English)              | Chandos Records Cat: CHAN 3081         |
| 1973 | Arleen Auger Reri Grist Peter Schreier Harald Neukirch Kurt Moll                | Karl Böhm Staatskapelle Dresden orchestra Leipzig Radio chorus                          | Deutsche Grammophon Cat: 429868        |
| 1978 | Christiane Eda-Pierre Norma Burrowes Stuart Burrows Robert Tear Robert Lloyd    | Colin Davis Academy of St Martin in the Fields John Alldis Choir                        | CD: Philips Records Cat: 422 810-2     |
| 1985 | Edita Gruberová Kathleen Battle Gösta Winbergh Heinz Zednik Martti Talvela      | Georg Solti Vienna Philharmonic Vienna State Opera chorus                               | CD Label: Warner Music Cat:            |
| 1989 | Yvonne Kenny Lillian Watson Peter Schreier Wilfred Gahmlich Matti Salminen      | Nikolaus Harnoncourt Mozartorchester des Opernhauses Zürich Chor des Opernhauses Zürich | CD: Decca Cat: 417402                  |
| 1990 | Lynne Dawson Marianne Hirsti Uwe Heilmann Wilfried Gahmlich Gunter von Kannen   | Christopher Hogwood Academy of Ancient Music & chorus                                   | CD: L'Oiseau-Lyre Cat: 473804          |
| 1991 | Luba Orgonášová Cyndia Sieden Stanford Olsen Uwe Peper Cornelius Hauptmann      | John Eliot Gardiner English Baroque Soloists Monteverdi Choir                           | CD: Archiv Cat: 458102                 |
| 1997 | Christine Schäfer Patricia Petibon Ian Bostridge Iain Paton Alan Ewing          | William Christie Les Arts Florissants                                                   | CD: Erato Records Cat: 3984-25490-2    |
| 1999 | Yelda Kodalli Desirée Rancatore Paul Groves Lynton Atkinson Peter Rose          | Charles Mackerras Scottish Chamber Orchestra & chorus                                   | CD: Telarc Cat: 80544                  |
| 2015 | Diana Damrau Anna Prohaska Rolando Villazón Paul Schweinester Franz-Josef Selig | Yannick Nézet-Séguin Chamber Orchestra of Europe Vocalensemble Rastatt                  | CD: Deutsche Grammophon Cat:           |